# Średnia Krokiew
Średnia Krokiew är en backhoppsanläggning i Zakopane i Tatrabergen i södra Polen, på nordsidan av Karpaterna, Średnia Krokiew har K-punkt 85 meter och en backstorlek (Hill size - HS) 94 meter. Till backanläggningen hör också två mindre backar, Mała Krokiew (K65) och Maleńka Krokiew (K35). Backarna har plastmattor och är träningscentrum för skidföreningarna i Zakopane. Wielka Krokiew, största hoppbacken i Zakopane, hör inte till backanläggningen.

## Historia
Backhoppsanläggningen Średnia Krokiew byggdes 1950 vid berget Krokiew, inte långt från stora backen Wielka Krokiew. 1976 fick backarna plastmattor och har sedan varit träningscentrum för skidklubbarna i området. Backarna moderniserades 2004. Då revs den dåvarande minsta backen, Malutka Krokiew (K30). Średnia Krokiew användes vid Skid-VM 1962 (första gången tävlingar arrangerades i två backar, normalbacke och stor backe), i Universiaden 1993 och 2003, junior-VM 2008 (som flyttades från Szczyrk till Zakopane på grund av snöbrist) och en deltävling i världscupen 1980.

## Backrekord
Backrekordet i normalbacken, Średnia Krokiew, tillhör hemmahopparen Łukasz Rutkowski som hoppade 94,0 meter under junior-VM 27 februari 2008. Gällande backrekord för kvinnor tillhör Daniela Iraschko från Österrike som hoppade 94,0 meter i en deltävling i kontinentalcupen (Ladies-COC) 7 mars 2010.

## Viktiga tävlingar
| Datum            | Vinnare                                                         | Andra plats                                                                     | Tredje plats                                                   | Tävling                    |
| ---------------- | --------------------------------------------------------------- | ------------------------------------------------------------------------------- | -------------------------------------------------------------- | -------------------------- |
| 18 februari 1980 | Toralf Engan, Norge                                             | Antoni Łaciak, Polen                                                            | Helmut Recknagel, Östtyskland                                  | Skid-VM 1962, normalbacke  |
| 26 januari 1980  | Stanisław Bobak, Polen                                          | Ivar Mobekk, Norge                                                              | Olaf Schmidt, Östtyskland                                      | Världscup, normal backe    |
| 27 februari 2008 | Andreas Wank, Österrike                                         | Shōhei Tochimoto, Japan                                                         | Andreas Strolz, Österrike                                      | Junior-VM, män             |
| 28 februari 2008 | Jacqueline Seifriedsberger, Österrike                           | Elena Runggaldier, Italien                                                      | Katja Požun, Slovenien                                         | Junior-VM, kvinnor         |
| 29 februari 2008 | Tyskland Felix Schoft Severin Freund Pascal Bodmer Andreas Wank | Österrike Thomas Thurnbichler Manuel Poppinger David Unterberger Andreas Strolz | Polen Krzysztof Miętus Maciej Kot Dawid Kowal Łukasz Rutkowski | Junior-VM, lagtävling, män |